# آمين

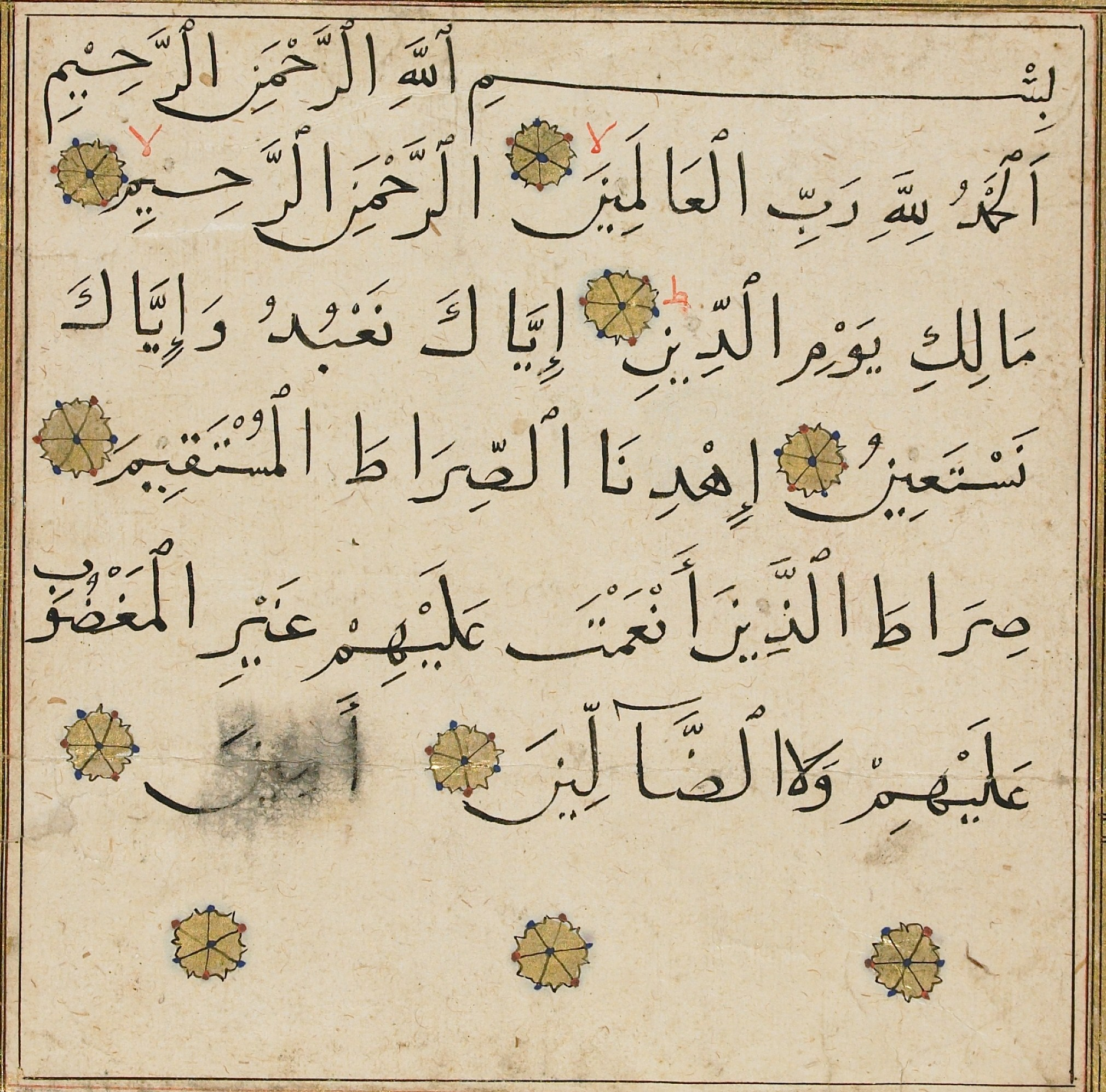
مخطوط مجهول الكاتب لسورة الفاتحة تظهر به كلمة «آمين» مطموسة.

آمين هي كلمة سامية قديمة وتعني اللهم استجب دعائي، وقد تناقلها أصحاب الأديان الإبراهيمية حتى يومنا هذا. والكلمة كإعلان تأكيد، وجدت في التناخ والعهد الجديد.
تطلب الشريعة اليهودية من اليهودي أن يقول كلمة آمين في مجموعة متنوعة من السياقات. وتستخدم في العبادة المسيحية ككلمة ختامية للصلاة والترانيم، وعند ختام الصلاة الربية. ويستخدم المسلمون السُنة كلمة آمين في صلواتهم وأدعيتهم وعند قراءة سورة الفاتحة بمعنى «اللهم استجبْ الدعاء» حتى هذا اليوم بكل لغاتهم فيما لا يستخدمها الشيعة في صلاتهم بل ويرون بأنها تنقض الصلاة.
تُلفظ آمين في العربية بالمدِّ وبالقصر معا، جاء في «لسان العرب» عن الزجاج في قول القارئ بعد الفراغ من فاتحة الكتاب آمينَ: «فيه لغتان: تقول العرب أَمِينَ بِقصْرِ الأَلف، وآمينَ بالمد، والمدُّ أَكثرُ».